# Xaindia
 (novembre 2023).

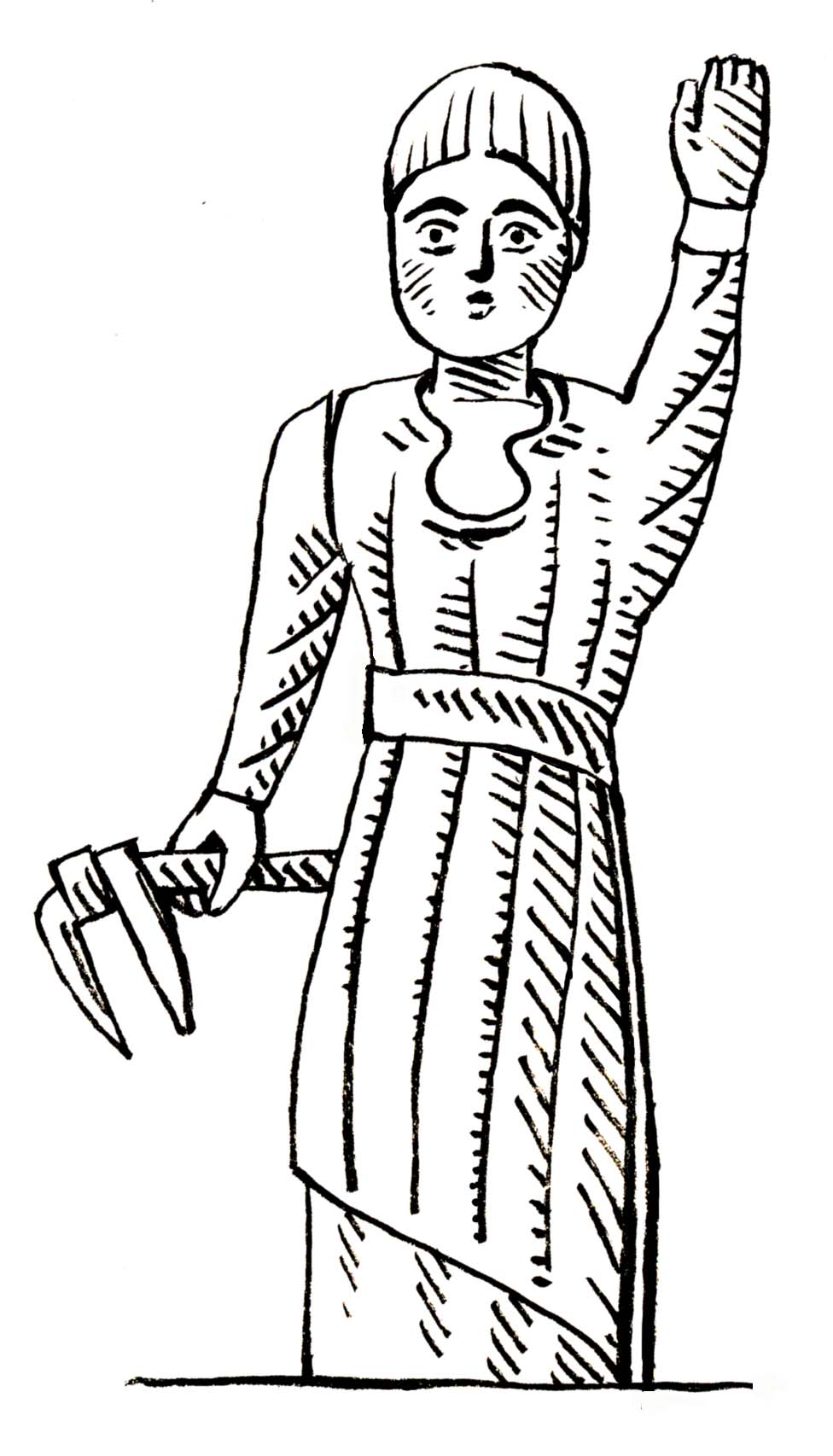
La statue de Xaindia à Saint-Sauveur d'Iraty par Jean-Claude Pertuzé.

Xaindia, Chaindia, Saindia, ou Saindua, la sainte en basque, est l'héroïne d'une légende traditionnelle du pays de Beyrie et de la forêt d'Iraty.

## Description
De nombreuses versions en ont circulé dans tout le Pays basque. C'est une histoire qui se rapporte au thème de l'interdit de la Nuit : le Jour appartient à l'Homme, la Nuit appartient à toutes les puissances maléfiques réunies dans le personnage de Gaueko, celui de la Nuit. 
En parallèle, seule une intervention de la religion chrétienne ou de ses symboles peut contrecarrer les forces païennes ou démoniaques. La jeune fille, servante dans une grande ferme, accepte de sortir en pleine nuit (pour de l'argent, circonstance aggravante) afin d'aller chercher un outil (un râteau, ou plus exactement une houe ou un croc — haitzurrotcha). 

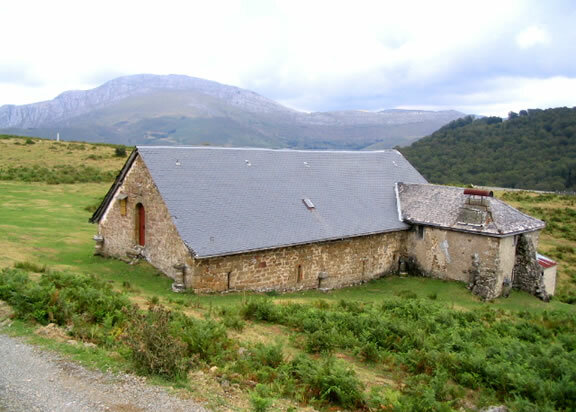
La chapelle Saint-Sauveur d'Iraty.

Presque toutes les versions modernes situent l'action lors d'une soirée où l'on dépouille le maïs, mais il est évident que la légende est bien plus ancienne que l'introduction de cette plante venue d'Amérique. Minuit sonne, et la servante est emportée dans les airs par une meute d'esprits invisibles. En passant au-dessus de la maison, elle lâche l'outil qui tombe dans la cheminée. Puis elle est emportée très loin. En passant au-dessus de la chapelle Saint-Sauveur d'Iraty, elle pense à dire une prière, alors les esprits l'abandonnent. Selon les versions, elle meurt ou elle reste sur place. La version de Julien Vinson (Le Râteau) mentionne entre parenthèses : « histoire vraie ». Et la narratrice précise : « on lui a fait une habitation en verre, et on lui a mis le râteau à la main ». Elle ajoute même que « sa mère a vu la maison et le corps de la jeune fille à Saint-Sauveur ».
En fait, il est vrai qu'on a construit près de cette chapelle une sorte de niche (peut-être était-elle vitrée) dans laquelle se trouvait une très ancienne statuette en bois polychrome représentant une jeune fille tenant une houe à deux dents. La chapelle de Saint-Sauveur d'Iraty est un lieu particulièrement riche pour la mythologie basque. On y situe plusieurs histoires de Basajaun.

## Sources
- Jean-François Cerquand, Légendes et récits populaires du Pays Basque : Recueillis dans les provinces de Soule et de Basse-Navarre, Bordeaux, Aubéron, 2006 (1re éd. 1876), 338 p. [détail de l’édition] (ISBN 2844980937 et 9782844980939, OCLC 68706678, lire en ligne)
- Julien Vinson, Folk-lore du Pays Basque, Paris, Maisonneuve et Larose, coll. « Littératures populaires de toutes les nations » (no 15), 1967 (1re éd. 1883), 395 p. [détail de l’édition] (ISBN 1289447284 et 9781289447281, OCLC 1060385, lire en ligne)
- Jean Barbier (ill. Pablo Tillac), Légendes basques [« Légendes basques: d'après la tradition »], Donostia; Baiona, Elkar argitaletxea, 1991 (1re éd. 1931; Delgrave), 147 p. (ISBN 8475299598 et 9788475299594, OCLC 25047824)
- Bernard Duhourcau, Pyrénées mystérieuses, les Guides noirs, Paris, éditions Sand, 1985